# Sympecma
Sympecma är ett släkte i insektsordningen trollsländor som tillhör familjen smaragdflicksländor. Släktet kännetecknas av ganska små och smäckra trollsländor, med förhållandevis lång kropp och brunaktiga grundfärger. Detta släkte kallas ofta för vinterflicksländor, eftersom de två arter av släktet som förekommer i Sverige till skillnad från många andra trollsländor övervintrar som fullbildade insekter, imago, vilket gör att de vuxna trollsländorna har en ovanligt lång livslängd, upp till 10 månader.

## Arter
- Sympecma gobica
- Sympecma paedisca
- Sympecma fusca